# Jan Arnošt Smoler
Jan Arnošt Smoler, född 3 mars 1816 i Merzdorf, Oberlausitz, död 13 juni 1884 i Bautzen, var en sorbisk språk- och litteraturforskare. 
Smoler studerade på gymnasiet i Bautzen och vid universitetet i Breslau, tog 1840 teologisk examen, men fick av Fredrik Vilhelm IV ett preussiskt statsunderstöd för slaviska språkstudier och bevistade 1841–42 František Ladislav Čelakovskýs föreläsningar i Breslau. 
Smoler utgav 1841–43 den stora samlingen sorbiska folkvisor, Pěsnički hornych a delnych Łužiskich Serbow (två band) och samma år ordböckerna Maly Serb abo Serbske a němske rozmołwenja och Němsko-serbski slownik samt översatte Čelakovskýs "Ohlas russkich pisrii" och Königinhofhandskriften. 
År 1846 stiftade Smoler i Bautzen det nationella litteratursällskapet Maćica Srbska och redigerade till 1852 dess tidskrift ("Časopis"). I Leipzig medarbetade han på 1840-talet i Jan Pětr Jordans "Jahrbücher für slavische Literatur, Kunst und Wissenschaft", övertog ledningen därav 1852–56, utgav 1862–64 "Zeitschrift für slavische Literatur, Kunst und Wissenschaft", 1865–68 "Centralblätter für slavische Literatur und Bibliographie" och från 1848 den lausitz-sorbiska tidningen "Tydenní noviny" (efter 1854 "Serbske noviny"). 
När det sorbiska språket blev valfritt ämne i gymnasiet i Bautzen, tjänstgjorde Smoler som förste lärare i detta 1850–59 och redigerade den skönlitterära månadsskriften "Luzican" till 1881. Förutom smärre läroböcker på slaviska översatte han till tyska flera av Aleksandr Hilferdings arbeten samt författade 1881 sin självbiografi. I den sorbiska litteraturhistorien intar Smoler ett hedersrum genom sitt flitiga, oegennyttiga kultur- och folkbildningsarbete.